# Waziri (sprog)
Waziri er et sprog som tales af Wazirerne i Waziristan i Pakistan, og af nogle nabo-provinser i Pakistan og Afghanistan. Sproget kan betragtes som en dialekt af Pashtu sproget, men det har nogle distinkte egenskaber og vokabularium. 